# دیو مک‌کلین
دیوید وین مک‌کلین (به انگلیسی: David Wayne McClain) (زاده ۲۴ اکتبر ۱۹۶۵ در ویسبادن، آلمان) درامر آلمانی گروه هوی متال آمریکایی مشین هد است.